# Neofabraea vagabunda
Neofabraea vagabunda (Desm.) Rossman – gatunek grzybów z rodziny Dermateaceae. Pasożyt, wraz z gatunkiem Neofabraea malicorticis wywołujący zgorzel kory jabłoni i gorzką zgniliznę jabłek. Neofabraea vagabunda ostatnio staje się poważnym problemem także na plantacjach oliwek w Hiszpanii.

## Systematyka i nazewnictwo
Pozycja w klasyfikacji według Index Fungorum: Neofabraea, Dermateaceae, Helotiales, Leotiomycetidae, Leotiomycetes, Pezizomycotina, Ascomycota, Fungi.
Synonimy:

- Allantozythia alutacea (Sacc.) Höhn. 1924
- Cylindrosporium frigidum (Sacc.) Vassiljevsky 1950
- Cylindrosporium olivae Petr 907
- Fusarium tortuosum Thüm. & Pass. 1878
- Gloeosporium album Osterw. 1907
- Gloeosporium allantoideum Peck 1893
- Gloeosporium allantosporum Fautrey 1892
- Gloeosporium alutaceum Sacc. 1897
- Gloeosporium beguinotii Sacc. 1907
- Gloeosporium diervillae Grove 1922
- Gloeosporium frigidum Sacc. 1880
- Gloeosporium olivae (Petri) Foschi 1955
- Gloeosporium phillyreae Pass. 1890
- Gloeosporium pyrenoides Sacc. & Malbr. 1882
- Gloeosporium riessii (Schulzer) Schulzer & Sacc. 1884
- Gloeosporium tineum Sacc., 1878
- Gloeosporium tortuosum (Thüm. & Pass.) Sacc. 1880
- Gloeosporium unedonis Traverso 1902
- Lituaria riessii Schulzer 1861
- Neofabraea alba (E.J. Guthrie) Verkley 1999
- Pezicula alba E.J. Guthrie 1959
- Phlyctema alutacea (Sacc.) Petr. 1929
- Phlyctema vagabunda Desm., 1847
- Rhabdospora vagabunda (Desm.) Zerov 1971
- Trichoseptoria fructigena Maubl. 1905

## Morfologia
Grzyb mikroskopijny, saprotrof i pasożyt. Znana jest głównie jego anamorfa (jako Phlyctema vagabunda), teleomorfa występuje bardzo rzadko i nie odgrywa roli w zakażaniu drzew.
Grzybnia hodowana na agarowej pożywce po 21 dniach osiąga średnicę 6,6 cm. Składa się z białych, kosmatych strzępek grzybni powietrznej. Strzępki o gładkiej powierzchni, na obrzeżu białe, w środku grzybni oliwkowe, z wiekiem ciemniejsze. Kupule pojawiają się w rozproszeniu na powierzchni grzybni, lub zanurzone w niej. Mają średnicę 150–550 μm, początkowo są kuliste i białe, potem kubeczkowate, o cynamonowej barwie. Makrokonidia powstają w cylindrycznych, lub lekko zwężających się ku wierzchołkowi fialidach o długości 11–26 μm i szerokości 2,6–4 μm. Mają kształt od cylindrycznego do wrzecionowatego, zakrzywione sierpowato i zaokrąglone lub nieco spiczaste końce. Nie posiadają przegród i mają rozmiar  20–34 × 2,6–4 μm (średnio 24–32 × 2,9–3,5 μm). Fialidy, na których powstają mikrokonidia mają kształt od cylindrycznego do wąsko beczułkowatego, długość 8–16 μm, szerokość 1,8–3 μm. Mikrokonidia są bezbarwne, bez przegród, nitkowate, proste lub zakrzywione, z zaokrąglonymi końcami i mają rozmiar 10–21 × 1–1,4 μm (średnio 12,7–18,7 × 1,1–1,3 μm).